# Serhii Skacenko
Serhii Skachenko (n. 18 noiembrie 1972, Pavlodar, Kazahstan) este un fost fotbalist ucrainean.
Între 1994 și 2002, Skacenko a jucat 17 meciuri și a marcat 3 goluri pentru echipa națională a Ucrainei.

## Statistici
| Ucraina | Ucraina | Ucraina |
| An      | Meciuri | Goluri  |
| ------- | ------- | ------- |
| 1994    | 4       | 0       |
| 1995    | 0       | 0       |
| 1996    | 0       | 0       |
| 1997    | 0       | 0       |
| 1998    | 4       | 3       |
| 1999    | 7       | 0       |
| 2000    | 0       | 0       |
| 2001    | 0       | 0       |
| 2002    | 2       | 0       |
| Total   | 17      | 3       |